# Dolorès Maratová
Dolorès Maratová (nepřechýleně Dolorès Marat; * 26. října 1944 Paříž) je francouzská nezávislá fotografka samouk.

## Životopis
Dolorès Maratová, která pochází ze skromných poměrů, se narodila v Paříži 26. října 1944. Její matka byla rolnice, její otec zůstává neznámý. Vyrostla v Boissy-Saint-Léger.
Dolorès začala pracovat v patnácti letech jako švadlena. Během dovolené se prostřednictvím malého inzerátu seznámila s panem Froissardem, fotografem, který provozoval malý obchod v Sucy-en-Brie a prodával fotoaparáty a rozvíjel amatérskou tvorbu. Hledal paní na úklid. Froissard si okamžitě všiml, že Dolorès má pro fotografování vášeň, a po několika jednáních s její matkou ji najme jako učednici. Zůstala tři roky a vyučila se řemeslu: vyvolávání filmů, retuše, pořizování svatebních fotografií, vytváření podobenkových portrétů na dokumenty a prodej fotoaparátů.
V devatenácti letech se vdala a stala se pouliční fotografkou. Ve svých pětadvaceti letech vstoupila do černobílé fotolaboratoře časopisu L'Oréal Your Beauty. Laboratorní asistentka a tiskařka, produkovala tisky pro fotografy jako Guy Bourdin, Helmut Newton, Jean-Loup Sieff nebo Sarah Moon.
Od roku 1982 navštěvovala Rencontres d'Arles, kde začala vystavovat svou osobní práci, ale byla velmi špatně přijata.
Když se v roce 1985 uzavřela černobílá laboratoř Your Beauty, přešla na barevnou fotografii a stala se jedinou fotografkou časopisu. Fotografovala šperky, parfémy a módní doplňky, portréty, zátiší ovoce a zeleniny ale i reportáže.
New York objevila v roce 1994 u příležitosti objednávky. Město se jí tak líbilo, že se tam sedm let vracela sem a tam díky dvěma přátelům, u kterých bydlela.
Během tohoto období uskutečnila dvě výstavy, ve Witkin Gallery, poté v Aperture. Její kniha New York USA vyšla v roce 2002.
Od roku 1995 se stala fotografkou na volné noze a pracovala na zakázkách pro Hermès, J. M. Weston, Leica, Conservatoire du Littoral a pro denní tisk a časopis (Liberation, Le Monde, Le Monde Diplomatique, L'Express, VSD...).
Její fotografie nabízejí texturu a sametovou a smyslnou barevnou paletu díky procesu Fresson, který používala od roku 1983 pro realizaci svých tisků. Výtvarný tisk svých obrázků pomocí pigmentových inkoustů na japonský papír.
V roce 2020 darovala 200 výtisků svého díla a svých archivů Médiathèque de l'Architecture et du Patrimoine, která uchovává fotografické dědictví francouzského státu.
Dolorès Maratová žije a pracuje v Avignonu. Ve Francii a Spojených státech ji zastupuje Louis' Dimension Gallery, pokračuje ve své práci jako autorka a vede fotografické workshopy.

## Publikace
- Éclipse, Paris, Contrejour, 1990
- Rives, Paris, Éditions Marval, 1995
- Carven: half a century of elegance, Dominique Paulvé, Paris, Éditions Gründ, 1995, 207 s. ISBN 2-7000-2007-3
- Boulevard Maritime, avec Frédéric H. Fajardie, Carnet de voyage no 9, Le Point du jour éditeur, 2000
- Labyrinthe, Le point du jour éditeur et Dewi Lewis Publishing, 2001
- New-York USA, avec Patrick Roegiers, Paris, Éditions Marval, 2002
- Illusion, avec Marie Darrieussecq, Éditions Filigranes, 2003
- Near Life Experience, une chorégraphie d’Angelin Preljocaj, photographies de Dolorès Marat, texte et conception éditoriale d’Éric Reinhardt, ArjoWiggins, hors commerce, 2003
- La mer de la tranquillité, journal de Jean-Luc Bitton, illustré par des photographies de Dolorès Marat, Éditions Les Petits Matins, listopad 2005.
- Paris, correspondances, text: Arlette Farge, Avignon, Éditions La Pionnière, 2015[8].
- Palmyre et autres Orients, text: Dominique Janvier, Avignon, Éditions La Pionnière, 2016
- Mezzo voce, text: Lionel Bourg, Paris, Éditions Fario, 2018 ISBN 9791091902472
- Lune rouge et autres animaux familiers, text: Vincent Pélissier, Paris, Éditions Fario, 2021 ISBN 979-10-91902-74-8

## Kolektivní a samostatné výstavy
Neúplný seznam
- 1987: Exposition Fresson espace Sainte-Luce, Arles[9]
- 1987: Les Imagiques, Festival d’Aix-en-Provence[9]
- 1988: Mois de la photographie, Paříž[9]
- 1993: Galerie Pons, Paříž / Galerie Fnac Étoile, Paříž[9]
- 1998: The Witkin Gallery, New York[9]
- 2000: Watt’s Gallery, New York / Photographers’ Gallery, Londres / Mois de la photo ; Galerie Serge Abouckrat ; Galerie Thierry Marlat; Mémoire de l’Europe, Hôtel de ville, Paris Photo, Carrousel du Louvre ; Damasquine Gallery, Brusel (Belgie)[9].
- 2014: Rétrospective, Promenades photographiques de Vendôme[2].
- 2015: Mille Rêves, Galerie Leica, Paříž[10].
- 2016: Dolorès Marat – Zoom, Flair Galerie, Arles.
- 2017: Paysages français – Une aventure photographique, 1984–2017, Francouzská národní knihovna, Paříž.
- 2018: Eyes Wild Open, Le Botanique, Brusel[11].
- 2019: Biennale des photographes du monde arabe contemporain, Galerie XII, Paříž[12].
- 2019: Exposition Dolores Marat, Lasécu, espace d’art contemporain, Lille.
- 2019: Cascade, Villa Pérochon, Niort[13].
- 2020: Vis à vis, Espace ++, Arles.
- 2021: Des mots pour voir, festival Portrait(s), Rendez-vous photographiques de Vichy[14].
- 2021: Au fil d’une vie, La Chambre, Strasbourg, du 18 septembre au 14 novembre[15].
- 2021: Couper le son et arrêter le mouvement, exposition collective, Médiathèque de l'architecture et du patrimoine, Le Quadrilatère, Centre d’art de Beauvais, dans le cadre des 18e Photaumnales, 17. září 2021 – 2. ledna 2022.

## Sbírky
- Musée Guggenheim, New York[1]
- Musée de la photographie, Charleroi[1]
- Galerie Frédéric-Bazille, Montpellier[1]
- Artothèque de Nantes[1]
- Galerie Fnac, Paříž[1]
- L’Œil Écoute, Solignac[1]
- Coimbra (Portugalsko)[1]
- Maison européenne de la photographie, Paříž[1]
- Collection Neuflize OBC[1]
- Fonds national d’art contemporain[1]
- Département des estampes et de la photographie de la Bibliothèque nationale de France, Paříž[1]
- Artothèque de Lyon[1]